# Трисиликат алюминия-калия
Трисиликат алюминия-калия — неорганическое соединение,
комплексный силикат калия и алюминия с формулой KAlSi3O8,
бесцветные кристаллы,
не растворяется в воде.

## Получение
- В природе встречается минерал ортоклаз — KAlSi3O8 с примесями Na, Fe, Ba, Rb, Ca [1].

## Физические свойства
Трисиликат алюминия-калия образует бесцветные кристаллы нескольких модификаций:
- ортоклаз — моноклинная сингония, пространственная группа C 2/m, параметры ячейки a = 0,85632 нм, b = 1,2963 нм, c = 0,72099 нм, β = 116,073°, Z = 4 [2];
- тетрагональная сингония, пространственная группа I 4/m, параметры ячейки a = 0,9315 нм, c = 0,2723 нм [3]

Не растворяется в воде.